# Uppsala Hockey
Uppsala Hockey, tidigare Team Uppsala HC är en ishockeyklubb från Uppsala (Uppland) bildad 1977. Klubben har även kallat sig Uppsala Mighty Warriors eller bara kort UH. Före 1996 hette man Länna Hockey. Hemmamatcherna spelas i Gränbyhallen.
Till säsongen 2002/2003 gick klubbens A-lag upp i Division 1 och spelade där till säsongen 2004/2005 då man tagit sig till Allsvenskan, vilket bland annat innebar lokalderbyn mot Almtuna IS - första gången Uppsala hade derbyn i Sveriges näst högsta ishockeydivision på 43 år. Säsongen 2007/2008 åkte man ur Division 1.

## Säsonger
| Säsong    | Division           | Placering | Vårserie             | Playoff/Kval                  |
| --------- | ------------------ | --------- | -------------------- | ----------------------------- |
| 2002/2003 | Division 1 Östra A | 4         | 5:a i Allettan Östra |                               |
| 2003/2004 | Division 1 Östra   | 1         |                      | 1:a i kvalserien, uppflyttade |
| 2004/2005 | Allsvenskan Norra  | 11        | 8:a i vårserien      | nerflyttade                   |
| 2005/2006 | Division 1C        | 3         |                      |                               |
| 2006/2007 | Division 1C        | 8         | 6:a i vårserien      | 2:a i kvalgrupp C             |
| 2007/2008 | Division 1C        | 9         | 6:a i vårserien      | 4:a i kvalserien, nerflyttade |